# Horisme semirufata
Horisme semirufata là một loài bướm đêm trong họ Geometridae.